# Аршамбо де Грайи
Аршамбо де Грайи (фр. Archambaud de Grailly; ум. 1412) — виконт де Кастийон и сеньор де Гюрсон с 1356, капталь де Бюш, сеньор де Грайи, граф де Бенож, де Лаво и де Лонгвиль с 1376, граф де Фуа, виконт де Беарн, де Марсан, де Габардан и де Лотрек, князь-соправитель Андорры (по праву жены) с 1398, виконт де Кастельбон и де Сердань (по праву жены) с 1400, капитан-генерал Лангедока с 1412, гасконский военачальник, сын Пьера II де Грайи от его второй жены Розенбурги Перигорской.

## Биография
Аршамбо происходил из знатного рода Грайи. Предки Аршамбо перебрались в середине XIII века в Гасконь и оказались на службе у королей Англии, бывших сюзеренами Гаскони, получив там ряд владений и титулы виконта Кастийона и графа Беножа. Отец Аршамбо, Пьер II де Грайи, посредством брака унаследовал титул капталя де Бюш.
После смерти Пьера II де Грайи основные владения унаследовал Жан III де Грайи, сын старшего брата Аршамбо. Сам Аршамбо получил титулы виконта де Кастийон и сеньора де Гюрсон.
Как и отец, Аршамбо служил королю Англии, принимая участие в Столетней войне. Вместе с племянником он участвовал 19 сентября 1356 года в победоносной для англичан битве при Пуатье. В дальнейшем он в составе армии короля Наварры Карла II Злого, союзника Англии, сражался против Французов. Но 16 мая 1364 года в битве при Кошереле англо-наваррская армия была разбита Бертраном Дюгекленом, а Аршамбо и Жан III де Грайи попали в плен. В плену Аршамбо пробыл до 1372 года, когда был выпущен после уплаты 500 золотых франков.
После смерти в 1376 году бездетного племянника Жана III де Грайи по его завещанию все владения и титулы унаследовал Аршамбо. А 2 марта 1377 года король Англии назначил Аршамбо сенешалем Бискайи.
В 1381 году Аршамбо женился на Изабелле де Фуа, троюродной сестре Гастона III Феба, графа де Фуа и виконта Беарна. Он не оставил прямых наследников, поэтому в 1391 году его владения унаследовал Матье де Фуа, брат Изабеллы, жены Аршамбо. Однако Матье также не оставил наследников, поэтому после его смерти в августе 1398 года Изабелла и Аршамбо унаследовали все его обширные владения: графство Фуа в Лангедоке, а также виконтства Беарн, Габардан и Марсан в Гаскони виконтства Кастельбон и Сердань, сеньории Монкада и Кастельвьель в Каталонии. Кроме того, графы Фуа совместно с епископами Урхеля были сюзеренами Андорры.
Однако король Франции Карла VI оспорил наследование Изабеллы и Аршамбо. Аршамбо отказался признавать сюзеренитет короля Франции на Беарн, и были опасения, что огромные владения на юге Франции перейдут к Англии. Началась война, в результате которой французская армия под командованием коннетабля Сансера заняла большую часть Беарна. Аршамбо и Изабелла ничего не могли противопоставить французам, в результате чего 10 мая 1399 года в Тарбе они подписали договор, по которому признавали себя вассалами французского короля. Двух старших сыновей как заложников Аршамбо отправил ко французскому двору. 2 марта 1402 года он вместе с сыновьями принёс вассальную присягу королю Франции. Кроме того, в 1400 году король Арагона Мартин I вернул Изабелле и Аршамбо каталонские виконтства Кастельбон и Сердань, отобранные в 1396 году у её брата Матье.
В результате Аршамбо и его потомки оказались на службе королей Франции. Его дети приняли родовое имя матери (де Фуа). В 1412 году Аршамбо был назначен капитаном-генералом Лангедока. В том же году он умер.
Чтобы избежать двойного вассалитета, по завещанию Аршамбо его владения были разделены. Старший сын, Жан I, получил наследство матери — Фуа, Беарн, Марсан, Габардан и Кастельбон, а второй сын, Гастон I — английские владения отца и титулы капталя де Бюш, сеньора де Грайи и графа де Бенож.

## Брак и дети
Жена: с 1381 Изабелла де Фуа (до 1361 — 1428), графиня де Фуа, виконтесса де Беарн, де Марсан и де Габардан 1398—1412, виконтесса де Кастельбон и де Сердань 1400—1412, дочь Роже Бернара II, виконта де Кастельбон, и Жероды де Навель. Дети:
- Жан I де Фуа (ок. 1382 — 4 мая 1436), граф де Фуа, виконт де Беарн, де Марсан, де Габардан и де Кастельбон, князь-соправитель Андорры с 1412, граф де Бигорр с 1425
- Гастон I де Фуа-Грайи (ок. 1385 — 1455), капталь де Бюш, сеньор де Грайи, граф де Бенож, де Лонгвиль, сеньор де Гюрсон, де Сен-Круа-де-Виллагран, де Рол и де Мейль с 1412
- Пьер де Фуа (1386 — 13 декабря 1464), кардинал с 1414, епископ Лескара в 1405—1422, архиепископ Арля с 1450
- Аршамбо де Фуа (ум. 10 сентября 1419), сеньор де Навель с 1412, камергер герцога Бургундии Жана Бесстрашного
- Матье де Фуа (ум. декабрь 1453), сеньор де Севрьер с 1412, граф де Комменж с 1443